# Oscar Schmidt
Pour les articles homonymes, voir Schmidt.
Cet article concerne le joueur brésilien de basket-ball. Pour le naturaliste allemand, voir Eduard Oscar Schmidt.
Oscar Daniel Bezerra Schmidt, né à Natal (Brésil) le 16 février 1958, est un ancien joueur de basket-ball brésilien. Meilleur marqueur de l'histoire des Jeux olympiques (1 093 points), il est l'un des plus grands scoreurs qu'ait connu le basket-ball international. Il était surnommé Mão Santa (la Main Sainte).

## Biographie
Connu sous le nom d'Oscar, d'Oscar Schmidt, ou d'Oscar Schmidt Becerra, cet arrière/ailier de 2,05 m est officieusement le 2ème meilleur marqueur de l'histoire du basket-ball avec 49 973 points, derrière Lebron James, actuel meilleur marqueur de l'histoire de la NBA.
Ce record est dû à une longévité exceptionnelle qui lui permet de jouer jusqu'à l'âge de 45 ans, mais aussi à son extraordinaire adresse, principalement dans les tirs à trois points. Cette adresse lui permet de finir deux fois meilleur marqueur du tournoi olympique, lors des Jeux olympiques 1988 avec 42,3 points de moyenne et des Jeux olympiques 1992 avec 24,8 points. Il participe à trois autres éditions, avec au total 1 093 points pour 38 matchs, c’est-à-dire une moyenne de 28,8 points par match. Lors des Jeux olympiques de 1988, il établit un record du nombre de points marqués dans une rencontre avec 55 points face à l'Espagne.
Parmi ses autres records, il détient toujours le record de points marqués par un étranger dans le championnat italien.
Bien que drafté par les Nets du New Jersey en 1984 et les nombreuses sollicitations de ceux-ci, il préfère ne jamais faire le saut vers la NBA, souhaitant pouvoir continuer à jouer pour l'équipe du Brésil, chose impossible pour les joueurs NBA jusqu'en 1989.
Il atteint d'ailleurs son sommet avec sa sélection lors des jeux Pan-Amériques 1987 à Indianapolis. Lors de cette édition, il conduit avec 46 points son équipe à une victoire historique sur l'équipe des États-Unis qui comprend David Robinson et Danny Manning.
Il met fin à sa carrière de joueur le 26 mai 2003 et se consacre désormais à une carrière de dirigeant dans le basket-ball brésilien par l'intermédiaire d'une ligue indépendante de la fédération, la NLB, en 2006. Cependant le succès n'est pas au rendez-vous et la ligue est dissoute un an plus tard.
Le 12 septembre 2010, il est intronisé au Hall of Fame de la FIBA.
En septembre 2013, il est intronisé au Basketball Hall of Fame,.

## Club
- 1974-1978 :  Palmeiras
- 1978-1982 :  Sírio São Paulo
- 1982 :  América do Rio
- 1982-1990 :  Juve Caserta Basket
- 1984 :  Nets du New Jersey
- 1991-1993 :  Pavie
- 1993-1995 :  Forum Valladolid
- 1995-1997 :  Corinthians
- 1997-1998 :  Colégio Bandeirantes
- 1998-1999 :  Banco Sao Paulo
- 1999-2003 :  Flamengo Petrobras

## Palmarès

### Équipe nationale
- Meilleur marqueur des Jeux olympiques 1988 (42,3 points) et Jeux olympiques 1992 (24,8 points)
- 7 693 points en équipe du Brésil
- 5e place aux Jeux olympiques de 1988
- Championnat du monde
  -  Médaille de bronze au Championnat du monde 1978 à Manille, Philippines.
- Championnat des Amériques
  -  3e du championnat des Amériques 1989 à Mexico, Mexique
- Jeux panaméricains
  -  Vainqueur du Jeux panaméricains 1987 à Indianapolis, États-Unis
  -  3e du Jeux panaméricains 1979 à San Juan, Porto Rico

### Club
- Finaliste de la coupe des Coupes 1989
- 3 titres de champion du Brésil
- Vainqueur de la Coupe d'Italie 1988
- Finaliste du Championnat d'Italie 1985 et 1986